# 奥梅罗·托尼翁
奥梅罗·托尼翁（義大利語：Omero Tognon，1924年3月3日—1990年8月23日），意大利前男子足球运动员，场上位置是中场。他曾代表意大利国家队参加1950年和1954年国际足联世界杯，均止步小组赛。